# Atlético Mineiro 9–2 Palestra Itália (1927)
A partida entre Clube Atlético Mineiro 9–2 Sociedade Esportiva Palestra Itália - atual Cruzeiro Esporte Clube - foi realizada no dia 27 de novembro de 1927 e é, até o momento, a maior goleada da história do Clássico Mineiro.

## Contexto

### Campeonato Mineiro de 1927

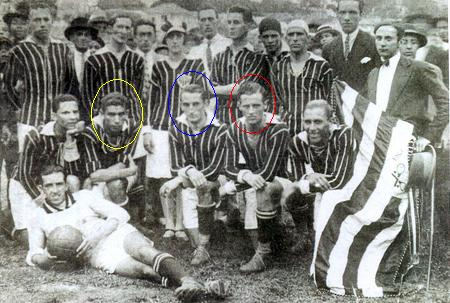
O Atlético do final da década de 1920.

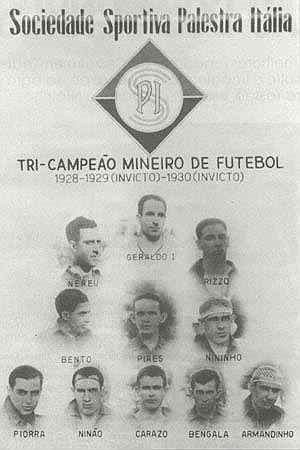
Palestra Itália do final da década de 1920.

Os clubes jogariam todos entre si, porém devido às preparações para o Campeonato Brasileiro de Seleções Estaduais, o campeonato foi então interrompido pela Liga Mineira de Desportos Terrestres (LMDT), atual Federação Mineira de Futebol (FMF). Por causa da paralisação, as equipes do Alves Nogueira FC, SC Calafate, Guar, Palmeiras, Sete de Setembro, Syrio Horizontino e Retiro não tiveram condições de retornar à disputa. Sendo assim, a Liga decidiu contar todos os resultados para a classificação final.
Foi o primeiro Campeonato após a extinção da AMET, sendo que no dia 9 de maio de 1927 em uma assembleia extraordinária, na qual chegou-se na decisão de por fim à AMET, a LMDT  permite a filiação dos  clubes que antes eram ligados a entidade extinta se filiarem à entidade oficial do futebol mineiro. A LMDT volta então a ser composta por duas divisões, e o Palestra Itália (atual Cruzeiro Esporte Clube) volta a disputar novamente a divisão principal. Nesta mesma data foi anunciada a possibilidade das equipes do Syrio Horizontino e do João Pinheiro de também integrarem o campeonato principal.

### Fase final
No dia 3 de novembro, o Villa Nova enviou ofício à LMDT retirando-se do campeonato devido a desentendimentos com a diretoria da Liga. Ela aceitou o pedido e considerou apenas as partidas do Villa Nova no primeiro turno para a classificação do campeonato, anulando-se o jogo contra o Atlético do returno e cancelando os demais compromissos contra América e Palestra Itália.
No dia 27 de novembro, na fase final do torneio, o Atlético aplicou a maior goleada do Clássico Mineiro: Atlético 9x2 Palestra Itália, atual Cruzeiro Esporte Clube.
Os dois títulos alvinegros encerraram de vez a hegemonia do Coelho, que conquistou por 10 vezes consecutivas o Estadual (de 1916 a 1925).

### A partida[4][5]
Em 1927, Atlético Mineiro e Palestra Itália (fundado em 1921 e que se transformou em Cruzeiro apenas no ano de 1942) disputavam o Campeonato da Cidade, então com 11 clubes. Eram oito de Belo Horizonte, dois de Nova Lima e um de Sabará. A competição foi disputada no formato de pontos corridos, mas tinha duas fases. Na primeira, todos se enfrentaram em turno único. Na segunda, os quatro melhores jogaram entre si, também em turno único, para decidir o campeão. O título estava entre Atlético Mineiro, Palestra Itália, América Mineiro e Villa Nova. É válido ressaltar que, na época, o futebol em Belo Horizonte era amador. A profissionalização veio anos depois, já na década de 1930. Os jogadores tinham - ou estudavam para ter - profissões fora do esporte. Isso porque não existia a opção "jogador de futebol" como carreira. Não dava para ganhar a vida jogando bola: era um hobbie. O futebol não dava um centavo sequer aos seus protagonistas.
Na fase final do estadual, que ainda não era nomeado Campeonato Mineiro, Atlético Mineiro e Palestra Itália se enfrentaram pela segunda vez na competição. A primeira vez havia sido na fase inicial, com vitória atleticana por 4 a 2. No dia 27 de novembro de 1927, no penúltimo jogo do campeonato, a goleada aconteceu. No campo do América, na Avenida Paraopeba - hoje Augusto de Lima - o Galo derrotou o Palestra por 9x2. A escalação do Alvinegro teve Oswaldo "Perigoso", Hugo, Chiquinho, Brant, Franco, Ivo, Said, Jairo, Getulinho, Mário de Castro "Orion" e Getúlio. O Palestra entrou em campo com Geraldo, Porfírio, Rizzo, Para-Raio, Nininho, Osti, Nani, Bengala, Piorra, Ninão e Armandinho. A partida era disputada em dois tempos de 40 minutos, e não 45 como hoje em dia. Os gols atleticanos foram marcados por Getúlio, Mário de Castro (2), Said (3) e Jairo (3). Ninão, com dois gols, descontou para os palestrinos.
Com o resultado, o Atlético Mineiro - que já tinha vencido o Villa Nova na fase final - garantiu o título. Foi o terceiro caneco estadual do Galo (havia vencido em 1915 e 1926), o primeiro bicampeonato consecutivo, interrompendo a série do decacampeonato mineiro do América, de 1916 a 1925. O Galo jogou a última partida, contra o próprio Coelho, apenas para "cumprir tabela", já que o título estava garantido. Perdeu por 3 a 2 - a única derrota no campeonato.
| 27 de novembro de 1927 | Atlético                                                                     | 9–2       | Palestra Itália | Campo do América, Belo Horizonte               |
| 15:30                  | Said 11' 19' 46' · Jairo 66' 71' 76' · Mário de Castro 57' 61' · Getúlio 82' | Relatório | Ninão 22' 70'   | Público: 4 000 Árbitro: MG José Avelino (LMDT) |

| Atlético | Palestra Itália |

|  |  |

|            |    |                 |  |
|            |    |                 |  |
| GR         | 1  | Oswaldo         |  |
| LD         | 2  | Chiquinho       |  |
| ZA         | 4  | Hugo Jacques    |  |
| ZA         | 3  | Ivo Melo        |  |
| LE         | 6  | Brant           |  |
| VO         | 5  | Franco          |  |
| VO         | 8  | Getulinho       |  |
| AD         | 7  | Jairo           |  |
| MC         | 9  | Getúlio         |  |
| AE         | 11 | Said            |  |
| AT         | 10 | Mário de Castro |  |
| Treinador: |    |                 |  |
|            |    |                 |  |

|            |    |            |  |
|            |    |            |  |
| GR         | 1  | Geraldo    |  |
| LD         | 2  | Rizzo      |  |
| ZA         | 3  | Pararaio   |  |
| ZA         | 4  | Porfírio   |  |
| LE         | 6  | Osti       |  |
| MC         | 5  | Nininho    |  |
| MC         | 8  | Piorra     |  |
| AD         | 10 | Ninão      |  |
| MA         | 7  | Bengala    |  |
| AT         | 9  | Armandinho |  |
| AT         | 11 | Odilon     |  |
| Treinador: |    |            |  |
|            |    |            |  |

Homem do Jogo:
Mário de Castro (Atlético)

### O noticiário[4]
Dois dos quatro jornais que colocaram o jogo em pauta fizeram isso antes mesmo dele acontecer. Quem fez o pré-jogo com mais entusiasmo foi o "Correio Mineiro", que publicou notas diárias desde a quarta-feira da semana da partida, sem falhar nenhum dia. Quarta, quinta, sexta e sábado com notas curtas e convidativas.
"De acordo com a tabella organizada pela Liga Mineira, terá logar domingo próximo, no campo do Barro Preto, o encontro ente os clubs Athletico e Palestra em disputa do campeonato da cidade. Este jogo é o penúltimo, sendo o último disputado entre os clubs Athletico e America, ambos possuidores de quadros magnificos. O encontro do próximo domingo decidirá da sorte do alvi-negro, pois, vencedor o Athletico, este não terá mais dúvida, ficando garantido na leaderança da tabella. Caso sahia vencedor o Palestra, o America fica em boa collocação para o jogo final com o seu antigo rival. Pelo exposto vê-se que os ultimos jogos de campeonato são de máxima importancia. Os tres quadros (Atlético, Palestra e América) que vão disputar o resto do campeonato estão em perfeita forma, não se podendo fazer prognostico sobre quem recahirão os louros da victoria" - transcrição na íntegra, com a ortografia original da época, da nota publicada pelo "Correio Mineiro" na quarta-feira, dia 23 de novembro de 1927. Continuou no dia seguinte.
"Continua despertando grande enthusiasmo nos circulos desportistas da Capital, o encontro de domingo, entre os Clubs Athletico e Palestra, no campo deste, em prosseguimento do campeonato da serie A, da Liga Mineira. (...) Ambos os clubs estão se empenhando em treinos rigorosos, sendo de se esperar uma boa partida domingo" - disse a publicação de quinta do "Correio Mineiro".
"Os concorrentes que são possuidores de esquadras possantes e exercitadas, vão apresentar em campo os seus teams com elementos novos, sendo de se esperar um bom jogo, vista tratar-se de dois rivaes, fortes e leaes. O Palestra, que conta com elementos como Odilon e Osti, para só falar nos novos, está em condições de enfrentar a forte esquadra athleticana, que é um dos melhores conjuntos desta capital" - disse a nota de sexta-feira do "Correio Mineiro".
"E finalmente amanhã, que os apreciadores do futeból vão apreciar uma boa partida entre os quadros dos clubs Athletico e Palestra, no campo deste. (...) A prova dos primeiros quadros (*) será às 15 horas em ponto. As senhoras e senhoritas não pagarão entradas" - publicou o "Correio Mineiro" no sábado, véspera do jogo.
(*) Primeiros quadros eram os times principais. Antes, às 13h, houve um jogo preliminar dos chamados segundos quadros - equivalentes aos times reservas, já que não havia substituição. O Atlético também venceu: por 3 a 2.
Além do "Correio Mineiro", quem também repercutiu a partida antes de a bola rolar foi o "Diário de Minas". O jornal publicou uma nota curta na quarta-feira, dia 23."A nossa capital assistirá, domingo próximo, a uma bella partida de futebol, a ser travada entre as galhardas equipes do Club Athletico Mineiro e Sociedade Sportiva Palestra Italia. São bem conhecidos do publico bellorizontino as duas valentes esquadras locaes, para que externemos sobre as mesmas o nosso juizo critico. Diremos apenas que será um jogo empolgante, e pensamos que está dito tudo" - resumiu a curiosa publicação.
A repercussão
Domingo a bola rolou, os gols saíram aos montes, os amantes de futebol em Belo Horizonte compareceram ao campo do América-MG (e não ao campo do Palestra, como diziam as publicações anteriores à partida). Tudo transcorreu na mais perfeita ordem, e a vida seguiu. Segunda-feira, naquela época, não era dia de circulação de jornal. Os periódicos com os informes do clássico foram parar nas mãos dos leitores apenas na terça.
Começando pelo "Minas Geraes", a publicação foi extensa. Duas colunas praticamente inteiras em letras miúdas contavam os detalhes da partida. O título, curiosamente, não destacou a goleada, e sim o bicampeonato alvinegro: "O Athletico Mineiro levanta, pela segunda vez, o campeonato da cidade". Abaixo alguns trechos da publicação do "Minas Geraes".
"O nosso mundo desportivo teve, anteontem, uma de suas melhores tardes, com o 'match' entre o Club Athletico Mineiro e a S. S. Palestra Italia, para a disputa da semi-final do campeonato da cidade. Jogo de grande responsabilidade para ambos os contendores, o encontro de domingo foi, como se esperava, muito renhido, apresentando lances de grande emoção. As archibancadas e logares adjacentes do 'stadium' do America F. C., onde se verificou a lueta, achavam-se repletos de 'torcedoras', salientando-se o elemento feminino, cuja 'torcida', commandada pelas senhoritas Nenem Alluoto e Horizontina Federiel, respectivamente, rainha e grã-duqueza dos sports de Bello Horizonte, foi das mais calorosas e enthusiasticas. Pela segunda vez, coube ao Club Athletico Mineiro, com o resultado da movimentada pugna de domingo, o titulo de campeão de Bello Horizonte"
A partir daí o jornal começa a descrever o jogo com uma espécie de "lance a lance", na ordem cronológica dos fatos. Por fim, conclui: "Com mais alguns ataques do Athletico, termina o jogo, às 16h50, com o seguinte resultado: Athletico (9), Palestra (2)".
O "Correio Mineiro" - o mesmo que fez reportagens nos quatro dias que antecederam o jogo - publicou uma matéria completa detalhando a conquista do título pelo Atlético. Começou com uma descrição geral do ambiente e do confronto de domingo.
"Em disputa do campeonato da cidade, encontraram-se, domingo, as aguerridas esquadras dos clubes Athletico e Palestra. Tratando-se do penultimo jogo do campeonato do corrente anno, de que era um dos concorrentes o ponteiro da tabella (Atlético-MG), a atenção geral foi despertada para o encontro que se dizia sensacional. E o campo do America, local do embate, apanhou colossal assistencia (torcida), que applaudiu, com delirante enthusiasmo, os jogadores das suas côres predilectas. As gentis e graciosas torcedoras não faltaram à disputa do importante prelio, comparecendo em grande numero ao campo, dando a este animação extraordinaria e agradavel aspecto. A torcida masculina, como sempre, esteve firme no campo do alvi-verde, torcendo pelo clube de sua predilecção. E, não obstante os boatos que correram pela cidade, não se registrou nenhum 'sururu' (briga)" - introduziu o "Correio Mineiro".
Depois disso, o jornal faz uma breve menção ao jogo preliminar, dos times reservas, e emenda com as escalações dos times principais e do árbitro, o Sr. José Avelino. Na sequência, o "Correio Mineiro" faz como o "Minas Geraes" e publica uma espécie de "lance a lance" do jogo, que termina desta forma: "E sem mais nada digno de interesse, o juiz apitou, dando por fim o jogo, às 16h50, com o seguinte resultado: Athletico (9), Palestra (2)".
O "Correio Mineiro" dá sequência à completa cobertura com uma avaliação positiva do árbitro: "O Sr. José Avelino apitou bem a partida, demonstrando, às vezes, desconhecer as novas regras de futeból. De vez em quando, batia, a qualquer pretexto, a bola no centro do campo. Manda a justiça, porém, dizer que o Sr. José Avelino foi um juiz energico e, sobretudo, honesto".
Na sequência há uma avaliação sobre os dois times, com destaques individuais de cada lado, seguida de um texto sobre a comemoração do Atlético Mineiro e de sua torcida.
"Terminando o jogo, a torcida do Athletico, entregou-se às mais expansivas manifestações (...) pela victoria do seu clube. Foram erguidos vivas ao Athletico, ao Dr. Leandro de Moura Costa, presidente do clube vencedor, e ao Correio Mineiro. Às 19 horas, no restaurante Guarany, foi offerecido um jantar aos vencedores do jogo de domingo, tomando parte no ágape aos 22 jogadores triumphadores, e Dr. Moura Costa, e varios athleticanos veteranos. O jantar decorreu em um ambiente de cordialidade, sendo trocados varios brindes" - concluiu a matéria extensa do "Correio Mineiro" sobre o campeão mineiro de 1927.
Por fim, há o registro da extensa matéria do "Diário da Manhã", também publicada no dia 29, terça-feira. O periódico usou o seguinte título: "O Athletico, ante-hontem, obteve linda e facil victoria sobre o Palestra". O subtítulo: "Depois de haverem resistido no primeiro tempo, os palestrinos deixaram-se abater fragarosamente".
"Seria injusto da nossa parte, se não realçassemos a linda victoria do Athletico Mineiro, obtida domingo ultimo, sobre a valorosa esquadra do Palestra Italia. Com a nossa independencia do costume e reconhecida imparcialidade, não podemos deixar de fazer elogiosas referencias à magnifica actuação dos vencedores de ante-hontem, que, souberam durante toda a pugna, se empregar com tenacidade bastante, fazendo-se merecedores da victoria alcançada. (...) A tarde sportiva de ante-hontem, no campo do America, não foi má. Lá estiveram as torcidas dos dois clubs que se encontraram, não faltando o enthusiasmo que sempre provocam as grandes pelejas de football" - disse a publicação do "Diário da Manhã".
Antes de entrar no "lance a lance", comum nos três jornais que reportaram a partida na terça-feira seguinte, o "Diário da Manhã" fez um resumo das razões que levaram o Atlético Mineiro à vitória com larga folga.
"Mais solido e articulado, não foi dificil ao Athletico abater o Palestra Italia, cujo team, além de aparecer integrado com dois elementos secundarios (reservas), desorientou-se por completo, empregando um jogo violento e prejudicial, que lhe valeu a derrota. O team preto e branco deve especialmente a victoria, à magnifica atuação de sua linha atacante, devendo-se accrescentar que tambem alguns jogadores do Palestra collaboraram nesse triumpho, pois tiveram uma marcação defeituosa e auxiliaram mal o ataque, à excepção do centro médio Osti, que, pelo menos, nesse particular, portou-se com alguma habilidade" - resume o "Diário da Manhã".
Anos depois, Ninão declarou que os atletas celestes queriam evitar novo título do América e por isso não se esforçaram para tentar frear a goleada. Os dois títulos alvinegros encerraram de vez a hegemonia do Coelho, que conquistou por 10 vezes consecutivas o Estadual (de 1916 a 1925).

### A Rivalidade da Época[4]
O Palestra Itália foi fundado em 1921. O Atlético já existia desde 1908, e o América-MG desde 1912. Galo e Coelho eram os grandes rivais de Belo Horizonte. O duelo entre os dois era chamado de "clássico das multidões". A história começou a mudar justamente com o início da trajetória do Palestra, que rapidamente alcançou relevância e sucesso no cenário estadual, começando, ainda na década de 1920, a aparecer como o principal rival do Atlético - e a tirar um pouco do protagonismo e dos holofotes do América.
Há também um pesquisador que estudou justamente a rivalidade entre Atlético Mineiro e Palestra Itália (entre 1921 e 1942, quando o Palestra virou Cruzeiro). É Rogério Othon, mestre em Estudos do Lazer pela Universidade Federal de Minas Gerais (UFMG) e professor da Universidade Estadual de Montes Claros (Unimontes). Rogério escreveu a pesquisa "A Lucta dos Titans", com a história da rivalidade entre os dois clubes. Ele explica que o momento marca o início do enfraquecimento do América e a consolidação do Palestra - depois Cruzeiro - como grande força do estado ao lado do Atlético.
- É uma rivalidade que nasceu na década de 1920. Sei que há muita discussão entre as duas torcidas sobre esse jogo, mas é verdade: ele aconteceu. Não só aconteceu, como foi um jogo muito importante. Marcou o primeiro bicampeonato do Atlético-MG, e ele seria muito importante, não só por ser o primeiro, mas também por marcar o fim da hegemonia americana depois do decacampeonato (1916-1925). No ano seguinte (ao 9 a 2), 1928, o Palestra Itália chegou com uma pegada mais profissional. Eles tinham sido vice-campeões por seis vezes, de 1922, um ano após a fundação, a 1927. Em 1926 e 1927, o Atlético foi campeão. Em 1928, 1929 e 1930, o Palestra Itália foi, pela primeira vez, campeão mineiro. Não só campeão, mas tricampeão. Ele foi buscar jogadores que atuavam no Palestra Itália de São Paulo, hoje o Palmeiras, trouxe um técnico de fora e conseguiu transformar o Palestra Itália numa equipe imbatível por três anos.
O fortalecimento do Palestra, portanto, era contínuo. Os resultados em campo provavam isso. O América-MG ia perdendo força em Minas Gerais, e a rivalidade entre alvinegros e palestrinos crescia.
- O 9 a 2 é muito importante por isso. Não só o placar elástico, demonstrando a superioridade do Atlético-MG naquele ano, como também a rivalidade que se instauraria entre as duas equipes, marcando o início da decadência do América-MG, que não teria mais os dias de glória tão amplos. Isso foi amplamente divulgado na imprensa da época. Marca uma rivalidade que, em pouco tempo, se tornará centenária, entre o Clube Atlético Mineiro e o Palestra Itália, depois Cruzeiro. Posso afirmar que a rivalidade entre Atlético-MG e Palestra Itália é algo que nasce e se consolida na década de 1920 em função dos seus jogos, da ida dos torcedores aos jogos, em grande quantidade, até da própria violência que existia nas arquibancadas dos estádios da época e, principalmente, dos resultados obtidos tanto por Atlético-MG, quanto por Palestra. O América-MG era tido como a grande equipe no início dos campeonatos, mas foi arrefecendo o seu poderio futebolístico com o passar do tempo - concluiu Rogério.

### Estádio da partida
A partida é contestada por alguns, principalmente por jornalistas e historiadores da época, pelo motivo de algumas fontes citarem o estádio da partida como o antigo  Estádio Otacílio Negrão de Lima  (popularmente conhecido como Estádio da Alameda), estádio já extinto (1929-1972), e que era de propriedade do América Mineiro, porém, estas referências estão erradas. A partida foi disputada no primeiro estádio do América, conhecido na época como Campo do América. Este foi o primeiro campo gramado de Minas Gerais, e funcionou entre 1922 e 1928, quando foi demolido cedendo espaço ao atual Mercado Municipal de Belo Horizonte (Mercado Central). A confusão na identificação do estádio, ocorre, principalmente, pelo fato de ambos estádios terem sido de propriedade do América. Os contestadores afirmam que o estádio foi inaugurado 1 ano após o memorável 9 a 2. Uma pesquisa aprofundada em registros públicos da época e artigos futebolísticos, demonstram que a partida realmente ocorreu, e não cabe contestação. Sendo esta, independente do contexto e do regime futebolístico da época, a maior goleada por diferença e quantidade de gols da história do principal clássico mineiro.